# 風追い人
『風追い人』（かぜおいびと）とは、しっちーしちだの漫画作品である。単行本はガンガンコミックスにて1巻のみ刊行された。月刊少年ガンガン1999（平成11）年３月～7月号連載。ジャンルはファンタジー漫画。『風追い人』１巻表紙絵は主人公霧（きり）が大鎌を地面に向けて下しているという絵である。

## あらすじ
「風解き」と呼ばれる者は水精気（すいしょうき）を一気に吸収し一気にに放出することで強大な力を放つことができる。水精気は大量に集まると結晶化し、この結晶で作られた武器を「かけら」という。しかし「かけら」には水精気の密度にムラがあったりヒビ、不純物が入っているものが多い。しかも人体には完璧にはなじまず「人体→武器→標的」へと水精気を伝えにくい。しかし「風解き」の中でも「印持ち」は例外でごく少数の者が大量の水精気を集め、自分専用の武器を作ることができる。それが主人公霧（きり）である。兄雫（しずく）と弟霧（きり）は村で悪者に襲われてから運命の歯車が回り出す。

## 登場人物
霧（きり）
本作の主人公。雫（しずく）の弟。いつも兄に修行させてもらっている。武器は大鎌。
雫（しずく）
霧の兄。武器は剣。
桜
霧のライバル。
龍王
霧・雫の父。
優王
霧・雫の母。

## 書誌情報
- 「風追い人」、ガンガンコミックス、エニックス、1999年（ISBN　4-7575-0093-9）